# Лукашов Сергій Олександрович
Лукашов Сергій Олександрович (27 лютого 1978) – командир роти ударних безпілотних авіаційних комплексів, лицар ордена Богдана Хмельницького III ступеня, полковник поліції.

## Життєпис
Батько працював водієм, мати – вчителькою.
В 1982 році переїхав до України.
В 1995 закінчив Троїцьку середню школу №1.
В 1999 році завершив навчання в Луганському державному університеті внутрішніх справ імені Едуарда Олексійовича Дідоренка.
Розпочинав службу в кримінальному та в превентивному блоці міліції. З 2009 року перебував на посадах керівників різних відділів внутрішніх справ на Луганщині.
В 2014 році займав посаду керівника районного відділу внутрішніх справ міста Сватове. Під час сепаратистських акцій на сході України забезпечив безпеку та громадський порядок, зробивши місто останнім форпостом, де залишився український прапор.
У 2016 році в рамках підвищення був переведений у Дніпропетровську область. Працював начальником Кам'янського, Криворізького та Синельниківського РУП.

## Звільнення з поліції
До Сергія Лукашова звернувся один із заступників та доповів про сітку наркоторговців, що працює в Кам'янському. Злочинне угрупування підкупило поліцейських і безкарно розповсюджує наркотичні речовини.
Після ретельної перевірки інформації Лукашов, звернувся з доказами до керівника обласного управління національної поліції Анатолія Щадило. Не отримавши внятної відповіді він звернувся до начальника Управління внутрішньої безпеки Владислава Міновського, який запевнив, що всі поліцейські будуть покарані. Також Владислав Міновський пообіцяв захист всім поліцейським, які беруть участь у розслідуванні злочинного угрупування.
Під час наради Голова Національної поліції Ігор Клименко зачитав наказ Анатолія Щадило про переведення Сергія Лукашова з посади начальника Кам'янського РУП на рівнозначну посаду з меншим обсягом роботи Синельниківського РУП. Згодом, для того щоб унеможливити продовження слідчих дій були переведені й інші поліцейські, що брали участь у розслідуванні.
Таким чином всі поліцейські, що брали участь у злочинному угрупуванні, яке займалося розповсюдженням наркотичних речовин не були притягнуті до будь-якої відповідальності.
Після цього Сергій Лукашов звільнився з поліції та через 2 тижні мобілізувався до Збройних Сил України.

## Військовий шлях
В 10 жовтня 2022 Лукашов Сергій на добровільних засадах вступив до Десантно-штурмових військ України та був відряджений на курс базової загальної військової підготовки до Естонії. Після проходження курсу був розподілений солдатом в підрозділ аеророзвідки 46-ї окремої аеромобільної бригади.
Брав участь у боях за Соледар за це був відзначений почесним нагрудним знаком Головнокомадувача Збройних Сил України "Сталевий хрест".
У вересні 2023 закінчив з відзнакою курси центру підвищення кваліфікації Вісйськової академії (м.Одеса) та отримав первинне офіцерське звання "молодший лейтенант".
Після отримання офіцерського звання був призначений командиром роти ударних безпілотних авіаційних комплексів 46-ї окремої аеромобільної бригади.
Брав участь у боях за Мар'їнку.
З грудня 2023 разом з підрозділом перебуває на курахівському напрямку.
Завдяки високій результативності Сергій Лукашов увійшов до списку "100 людей NV" за версією видання New Voice.

## Нагороди
- Орден "Богдана Хмельницького" III ступеня (30 вересня 2024) – за особисту мужність, виявлену у захисті державного суверенітету та територіальної цілісності України, самовіддане виконання військового обов’язку[7]
- Нагрудний знак Головнокомандувача ЗСУ "Сталевий хрест" (наказ ГК ЗСУ №361 від 21.02.2023)
- Нагрудний знак Головнокомандувача ЗСУ "Срібний хрест" (наказ ГК ЗСУ №2693 від 16.11.2023)
- Нагрудний знак Головнокомандувача ЗСУ "Срібний хрест"
- Нагрудний знак Головнокомандувача "Хрест Військова честь" (наказ ГК ЗСУ №1016 від 03.07.2024)
- Почесна відзнака голови Дніпропетровської обласної ради
- Пам'ятна відзнака міського голови "Захисник України" (розпорядження Кам'янського міського голови №213 від 04.10.2017)
- Почесна відзнака "За розвиток регіону" (розпорядження голови Луганської облдержадміністрації №283 С-К від 12.12.2014)
- Нагрудний знак "За відзнаку в службі" (МВС України)
- Нагрудний знак "За відзнаку в службі" (МВС України)
- Нагрудний знак «Ветеран війни»
- Відзнака МВС України "За доблесть і відвагу в службі карного розшуку" II ступеня